# Tabwemasana
Tabwemasana (1879 m n. m.) je hora na ostrově Espiritu Santo v souostroví Nové Hebridy v Melanesii v jižním Pacifiku. Leží na území ostrovního státu Vanuatu v provincii Sanma. Jedná se o nejvyšší horu Vanuatu.